# Emilie Martinsen

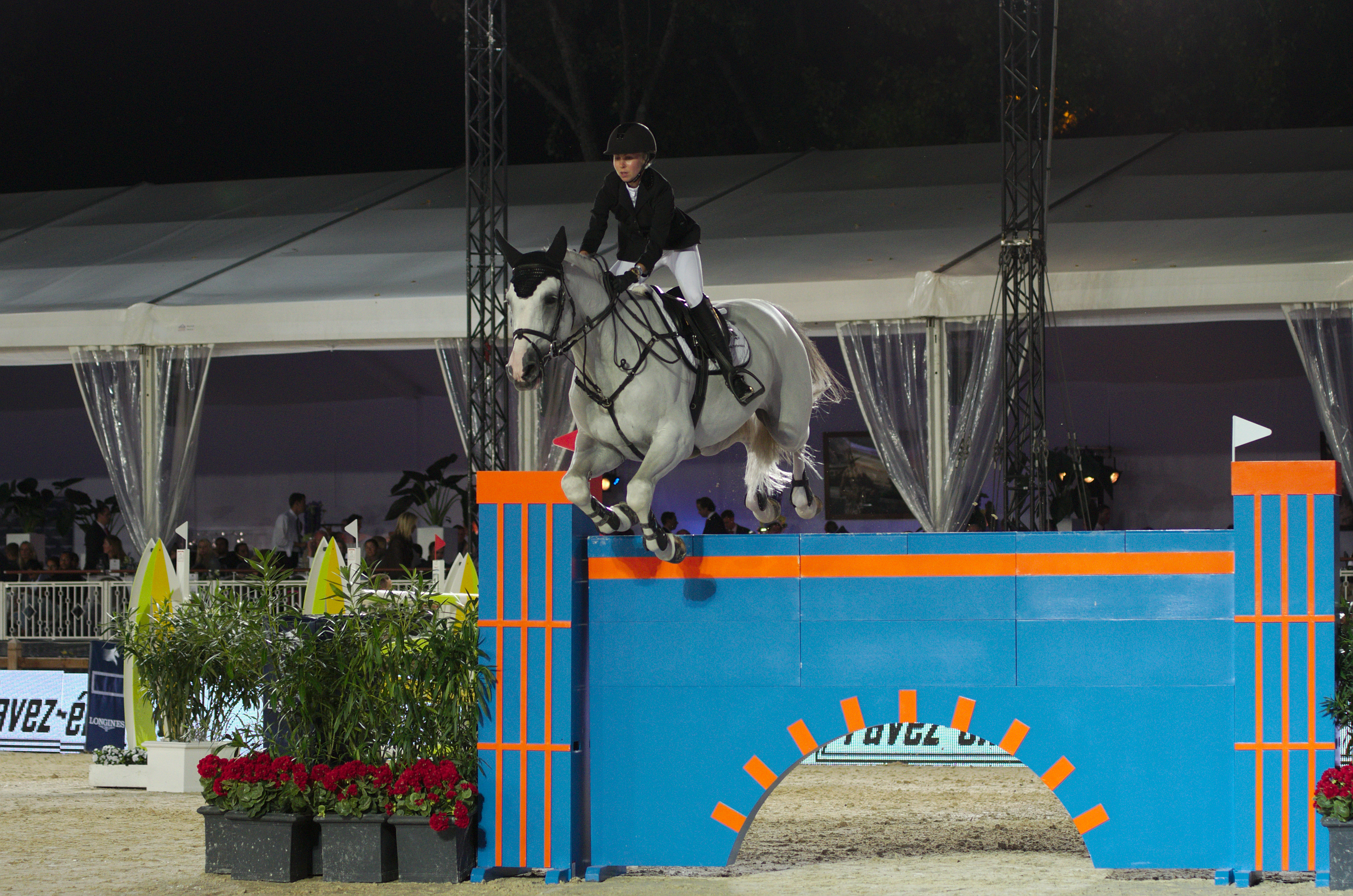
Emilie Martinsen mit Caballero bei der Lausanne International Horse Show 2013

Emilie Martinsen (* 16. Februar 1984 in Kopenhagen) ist eine dänische Springreiterin, die in Brüssel lebt.
Im Januar 2013 belegt sie Platz 366 der Weltrangliste.
2010 wurde sie im Sattel von Caballero Dänische Meisterin. Sie trainiert bei Henrik Gundersen und Norman Dello Joio.
Ihr Vater ist Niels Martinsen, der Gründer von IC Companys, einem dänischen Modeimperium. Im November 2010 überschrieb er ihr 90 Prozent von Friheden Invest A/S, dem Hauptkapitaleigner von IC Companys. Dies machte sie im Alter von 26 Jahren zur Milliardärin.

## Pferde (Auszug)
- Calypso (* 2002), brauner Wallach, Vater: Orlando
- Pacome des Plains (* 2003), brauner Wallach, Vater: Fetiche du Pas
- Bogegardens Apollo (* 1998), brauner Hengst, Vater: Accord II, Muttervater: Roland[4]
- Caballero (* 2000), Schimmelhengst, Vater: Champion du Lys, Muttervater: Accord II

## Erfolge

### Championate und Weltcup
- Europameisterschaften:
  - 2011, Madrid: 12. Platz mit der Mannschaft und 50. Platz im Einzel, mit Bogegardens Apollo
- dänische Meisterschaften:
  - 2010: 1. Platz, mit Caballero
- Weltcupfinale:
  - 2012, ’s-Hertogenbosch: 29. Platz mit Carisma